# جامعة بكين للغابات
جامعة بكين للغابات (بالصينية: 北京林业大学) هي جامعة حكومية تقع في منطقة هايديانً الصينية في بكين هي من الجامعات الوطنية الرئيسية وتتخصص في التعليم العالي للغابات والطبيعة تتبع مباشرة لوزارة التعليم في جمهورية الصين الشعبية.

## تاريخ الجامعة
تأسست جامعة بكين للغابات كقسم للغابات في الجامعة الإمبراطورية في بكين في عام 1902. في عام 1952 كانت معهد وأعيدت تسميته إلى معهد بكين للغابات. في عام 1985، تمت إعادة تسميتها إلى جامعة بكين للغابات وركزت على مجموعة واسعة من القسام الجديدة بما في ذلك الإلكترونيات وعلوم الكمبيوتر وعلم النفس والاقتصاد.